# Goetheanum

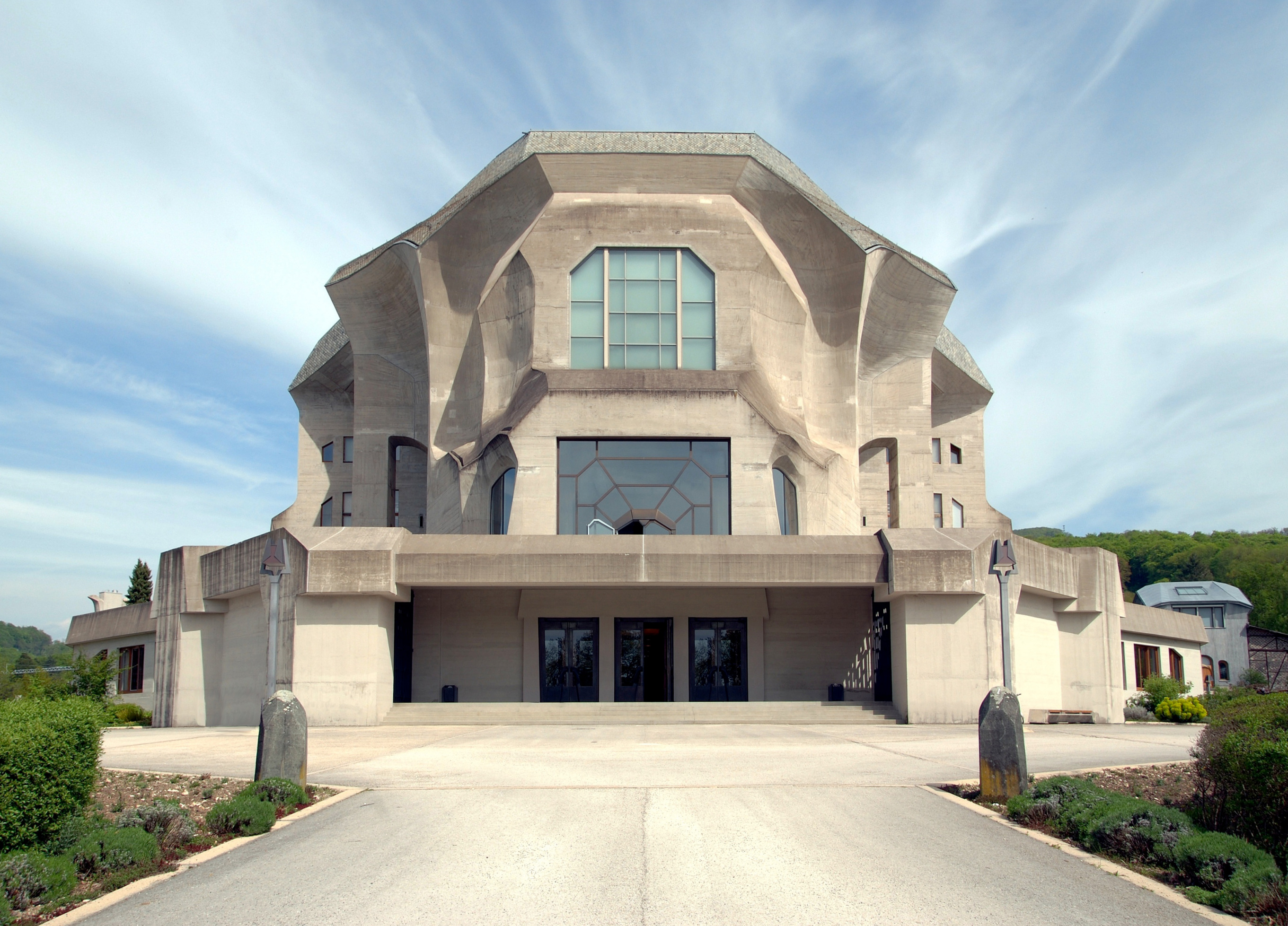
Goetheanum

Het Goetheanum is een monumentaal bouwwerk voor theater, conferenties en tentoonstellingen ontworpen door Rudolf Steiner en gebouwd in de Zwitserse plaats Dornach vlak bij Bazel, genoemd naar Johann Wolfgang von Goethe. Het is het internationale centrum voor de antroposofie, waar regelmatig cursussen en conferenties op dit gebied plaatsvinden.

## Geschiedenis
Het eerste Goetheanum werd gebouwd tussen 1913 en 1920. Het gebouw bestond uit een betonnen fundering met daarop een houten constructie. Ook het dubbel koepeldak was volledig in hout. Op 31 december 1922 werd het door brandstichting verwoest.
Vervolgens werd het huidige, tweede Goetheanum gebouwd, ditmaal geheel van beton. De bouw werd in 1928 voltooid. Beide gebouwen zijn voorbeelden van organische architectuur.

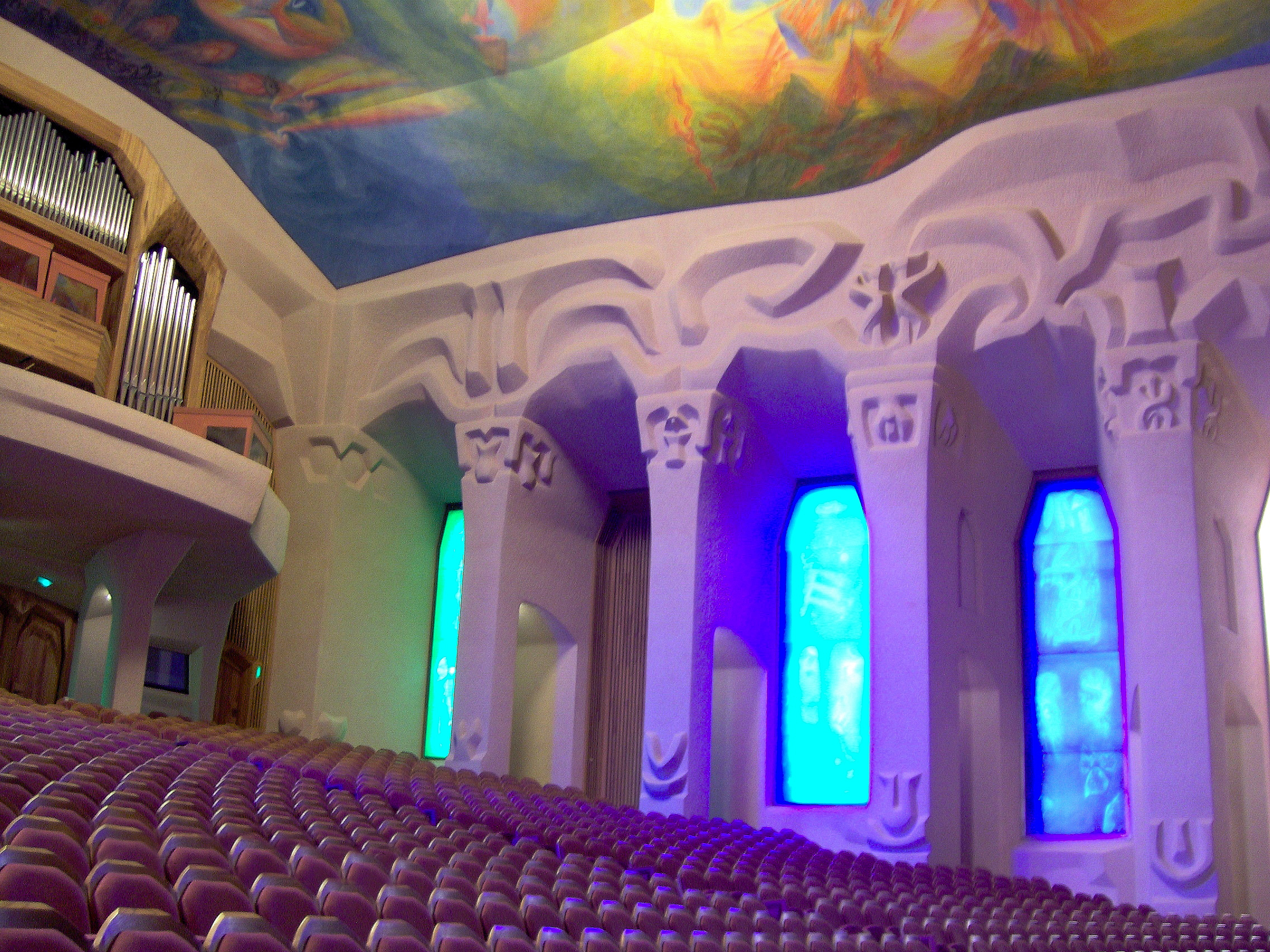
Grote zaal van het Goetheanum

## Bijgebouwen

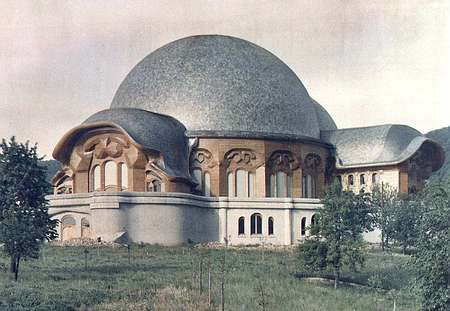
Het eerste Goetheanum

Bij het Goetheanum staan nog veel andere gebouwen in dezelfde stijl die min of meer bij het Goetheanum horen. Zoals het Heizhaus waar vanuit het Goetheanum en bijgebouwen verwarmd worden, en het Glashaus.

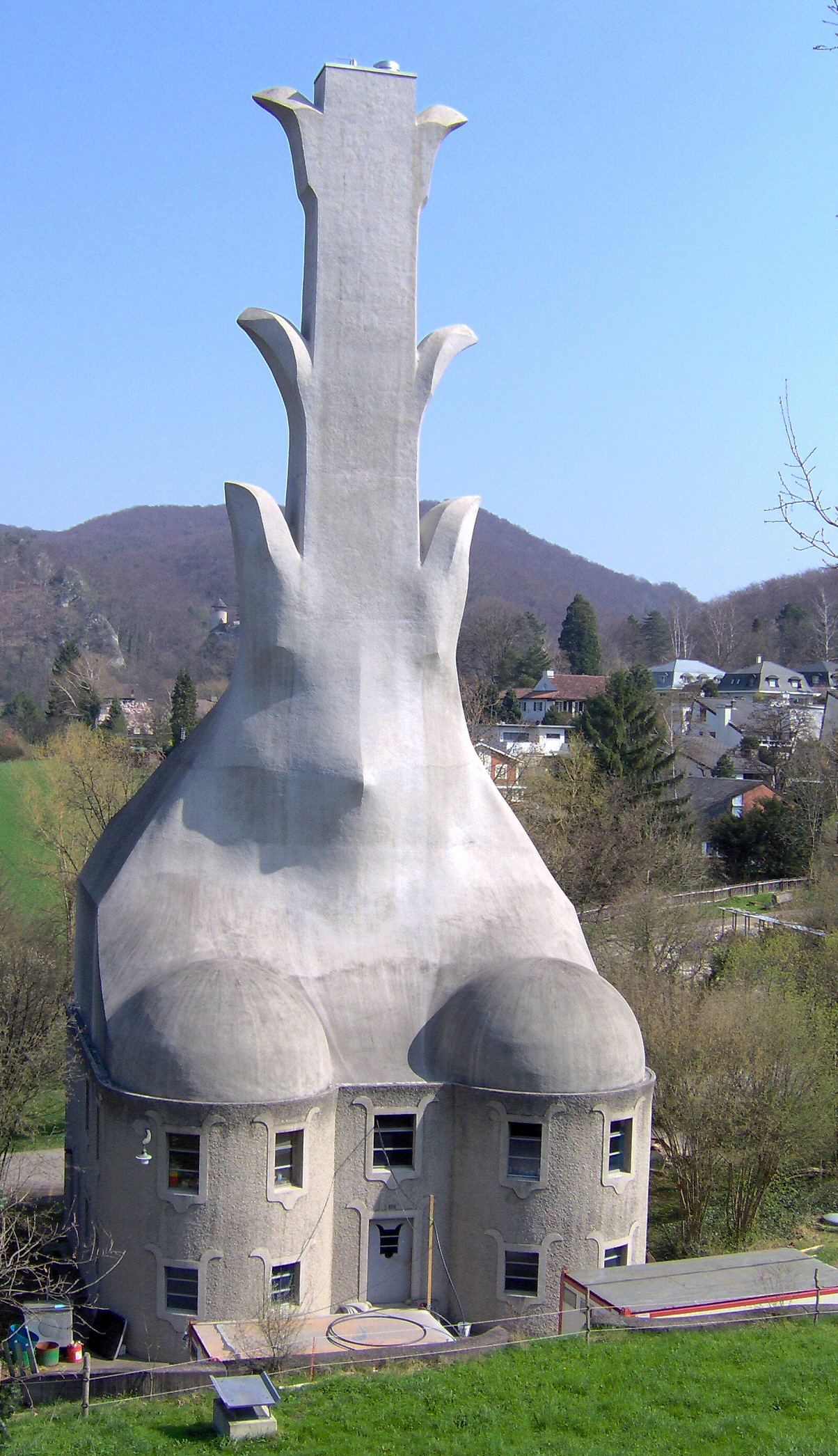
Het Heizhaus
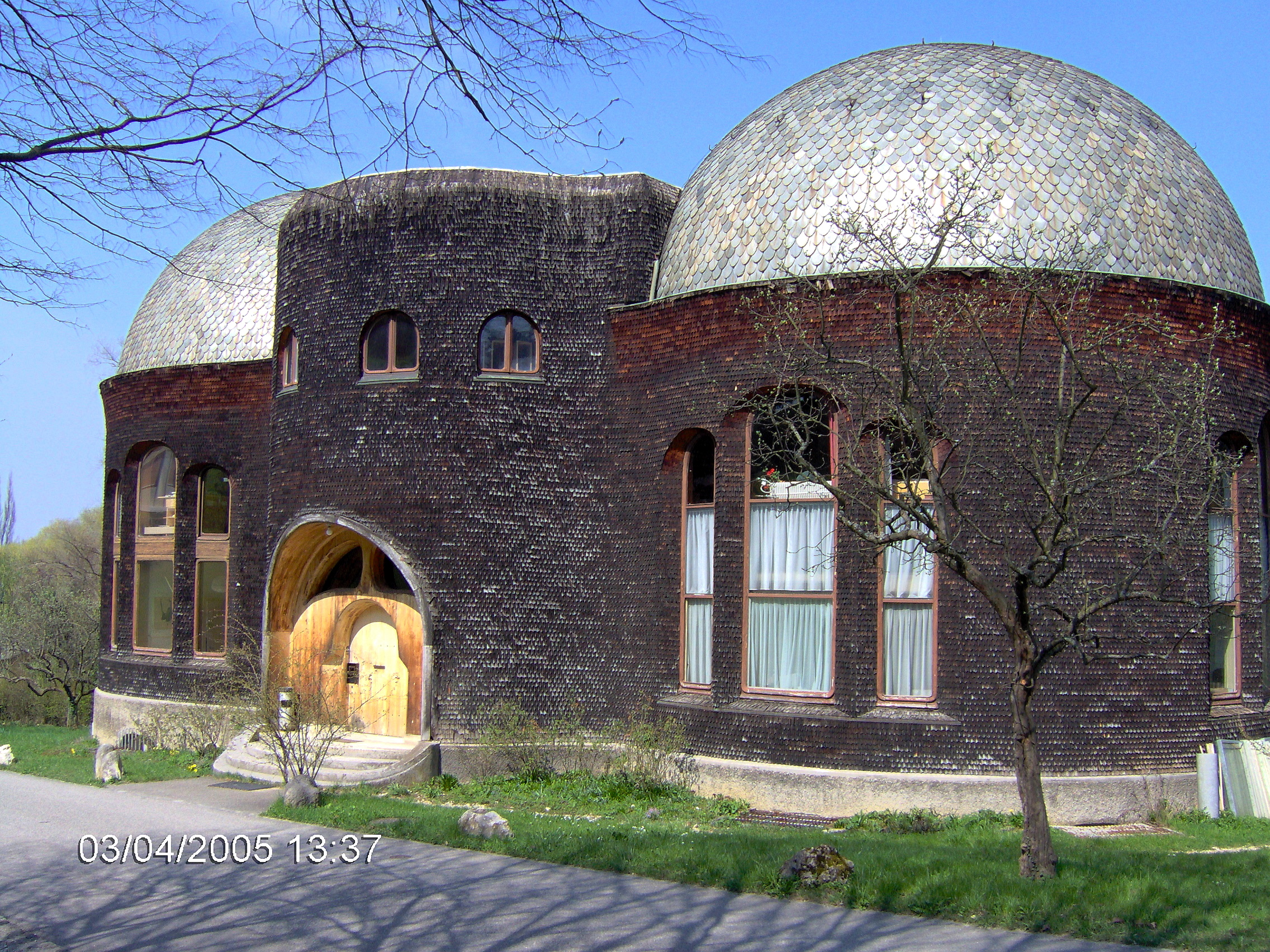
Het Glashaus